# Militär specialpersonal
Militär specialpersonal (innehavare av militär specialtjänst) är en personalkategori i den finländska försvarsmakten. Denna personalkategori rekryteras bland yrkesutbildade personer, framförallt bland de som har avlagt en treårig yrkesinriktad grundexamen (motsvarande yrkesprogram på gymnasiet i Sverige). De tjänstgör framförallt inom det tekniska området, med bevakning, som militärmusiker eller som dykare. Militär specialpersonal hade underofficersgrader, dvs. sergeant, översergeant, fältväbel och militärmästare. Med införandet av en underofficerskår i Finland från 2007, inordnades den militära specialpersonalen i denna, som den lägsta tjänstgöringsgraden.